# Soyuz 39
Soyuz 39 foi a 15ª expedição à Salyut 6 e oitavo grupo internacional do programa espacial Intercosmos. Levou ao espaço um cosmonauta da Mongólia.

## Tripulação
| Posição                | Cosmonauta                |
| ---------------------- | ------------------------- |
| Comandante             | Vladimir Dzhanibekov      |
| Cosmonauta-pesquisador | Zhugderdemidiyn Gurragcha |

## Parâmetros da Missão
- Massa: 6 800 kg
- Perigeu: 197.5 km
- Apogeu: 282.8 km
- Inclinação: 51.6°
- Período: 89.01 minutos

## Pontos altos da missão
Missão Intercosmos para a Salyut 6. O grupo da Soyuz 39 visitou Vladimir Kovalyonok e Viktor Savinykh, que foramlevados pela nave espacial Soyuz T-4.
A Soyuz 39 acoplou-se à estação com o primeiro cosmonauta mongol a bordo. O grupo já instalado da Soyuz T-4 ajudou o grupo da Intercosmos com equipamento para a estação e orientaram a estação de acordo com as necessidades dos experimentos da expedição visitante. Em 24 de Março os cosmonautas instalaram detectores de raios cósmicos nos compartimentos de trabalho e transferência. Em 26 de Março os cosmonautas realizaram os experimentos da Illyuminator (“porta de visualizaçao”), que estudava a degradação das portas de visão da estação.
Em 27 de Março Kovalyonok e Savinykh usaram o aparelho Gologramma (“holograma”) para visualizar uma porta de visão danificada por micrometeoros. Eles repetiram isto em 28 de Março, quando também foram coletadas amostras do ar e microflora da estação e removidos os detectores de raios cósmicos para retornarem à Terra. 28 e 29 de Março foram voltados para estudos da Mongólia do espaço. O grupo visitante verificou sua nave espacial em 29 de Março. O serviço da notícias soviético Tass notificou que em 29 de Março a Salyut 6 conduziu 20,140 revoluções na Terra.